# Micrelephas crassipalpis
Micrelephas crassipalpis là một loài bướm đêm trong họ Crambidae.